# Benjamin Stöwe

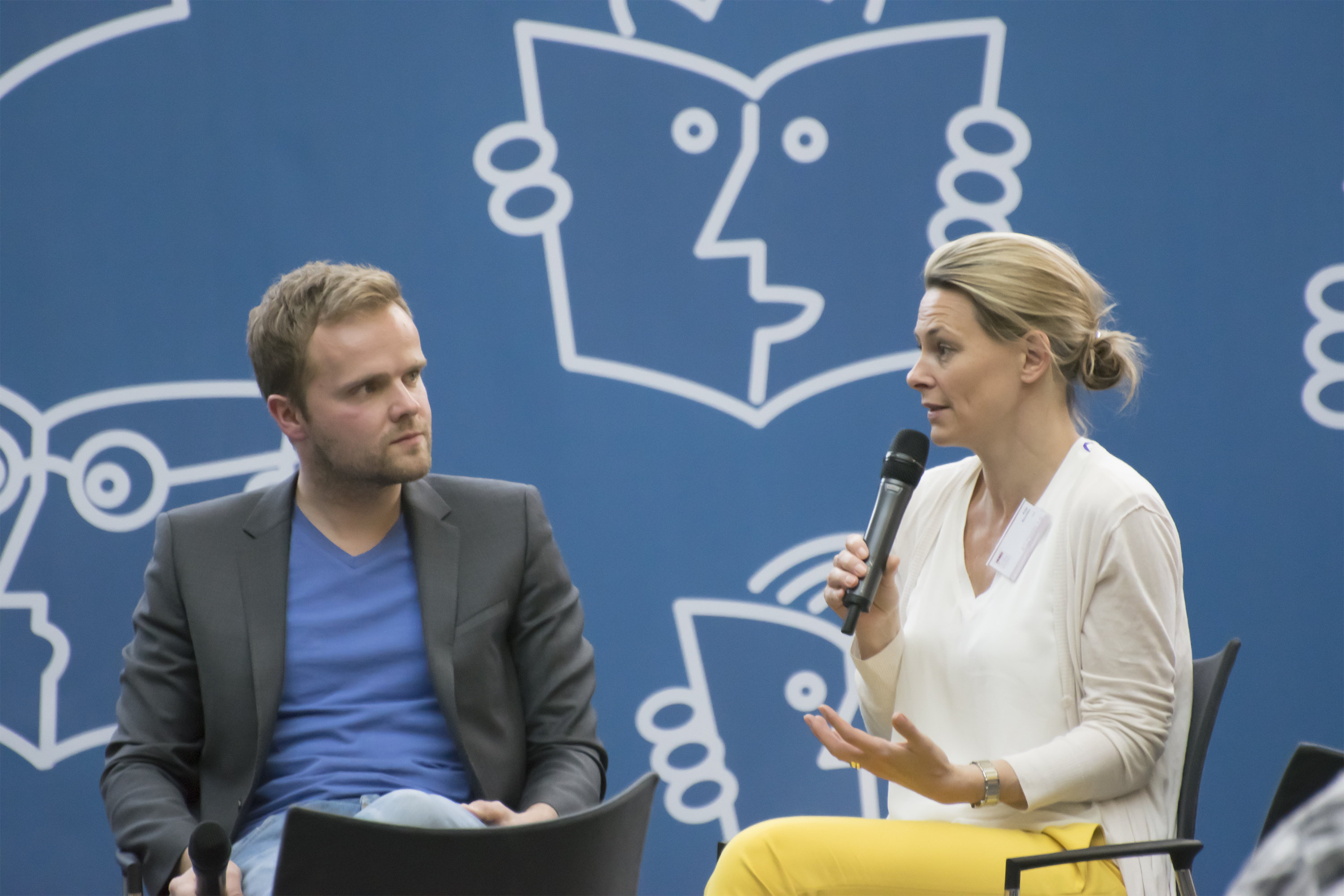
Benjamin Stöwe (l.) und Anja Reschke (r.) bei einer Diskussion auf dem Schülerzeitungskongress 2016

Benjamin Stöwe (* 12. Oktober 1983 in Eberswalde, DDR) ist ein deutscher Synchronsprecher, Fernsehjournalist und Wettermoderator.

## Leben
Benjamin Stöwe begann 2005 seine Tätigkeit als Redakteur und Moderator beim rbb. Seit 2007 ist er als Synchronsprecher aktiv und sprach bereits mehr als 300 Rollen als Synchronsprecher ein. Seit 2015 ist er Wettermoderator beim ZDF-Morgenmagazin und seit 2020 auch im ZDF-Mittagsmagazin.

## Synchronrollen (Auswahl)

### Filme
- 2012: Piranha 2: Jean-Luc Bilodeau als Josh
- 2013: Star Trek Into Darkness: Ser’Darius Blain als Derius
- 2014: Endless Love: Joey Nappo als Charlie
- 2014: Bullet: Chuck Hittinger als Kyle
- 2015: Moonwalkers: Robert Sheehan als Leon
- 2015: Die sieben Raben: Lukás Príkazky als Prinz Bartolomej
- 2017: Permission: François Arnaud als Dane
- 2018: Mute: Robert Sheehan als Luba
- 2021: Paw Patrol – Der Kinofilm: Jimmy Kimmel als Marty Schmierfink
- 2022: Top Gun: Maverick: Jay Ellis als Payback

### Serien
- 2011–2016: Scott & Bailey: Delroy Brown als DC Lee Broadhurst
- 2015–2017: Orange Is the New Black: Alan Aisenberg als Gerber Bayley
- 2016–2017: The Lodge: Joshua Sinclair-Evans als Josh
- 2017–2024: Star Trek: Discovery: Wilson Cruz als Dr. Hugh Culber
- 2018: The First: Rey Lucas als Matteo Vega
- 2019–2020: The Order: Thomas Elms als Hamish Duke
- seit 2019: Harley Quinn als Superman
- 2020: Brews Brothers: Alan Aisenberg als Wilhelm Rodman
- 2021–2024: Walker: Keegan Allen als Liam Walker
- 2022: More Than a Doll: Shōya Ishige als Wakana Gojō